# L’estaca
L’estaca – piosenka katalońskiego pieśniarza Lluísa Llacha, skomponowana i wydana w 1968 roku. Powstała w czasach dyktatury Francisca Franco i stanowi wezwanie do jedności w działaniu na rzecz wolności, stając się symbolem walki o nią. „L’estaca”, chociaż wydana w małym nakładzie, zyskała popularność wśród Katalończyków i stała się przedmiotem rządowej cenzury, wskutek czego Llach musiał uciekać z kraju, do którego powrócił w 1975, już po śmierci dyktatora.

## Tekst i geneza
Podmiot liryczny rozmawia ze starszym mężczyzną – „dziadkiem Sisetem” – który pyta, czy nie dostrzega, że wszyscy są przywiązani do przegniłego pala (kat. l’estaca), a dzięki wspólnemu wysiłkowi mogą go przewrócić i się oswobodzić. Podmiot liryczny przyznaje, że jest zbyt zmęczony, żeby podjąć wysiłek. Po śmierci Siseta zaczyna śpiewać jego pieśń, samemu nawołując do podjęcia walki o wolność.
Inspiracją dla postaci Siseta był Narcís Llansa i Tubau, znany także jako „dziadek Llansa” (kat. avi Llansa), „stary Llansa” (kat. vell Lansa) i „Siset Llansa”, męski fryzjer z Besalú. Jako republikanin, Katalończyk i antyklerykał w 1931 roku, za Drugiej Republiki Hiszpańskiej, został wybrany na radnego miasta z ramienia Republikańskiej Lewicy Katalonii. Po II wojnie światowej, podczas dyktatury Franco, zmuszono go do sprzątania kościoła i chodzenia na msze, chociaż nigdy wcześniej tego nie robił, a w niedziele zawsze miał największy utarg w swoim salonie fryzjerskim. W latach 60. zaczął spędzać wakacje u swojej córki w Verges, gdzie poznał młodego Llacha – kolegę jego wnuka, Ponça Feliu. Swoją postawą i opowieściami uświadomił Llachowi istnienie i sposób działania frankizmu, wpajanego młodzieży w domach i szkołach. W 1968 roku Llach – zainspirowany tym, co usłyszał od Siseta – napisał „L’estacę”. W pierwszej wersji utworu użył słowa columna, dopiero w późniejszych zdecydował się zamienić je na estaca, jak mu zasugerowano.

## Inne wersje
Utwór doczekał się tłumaczenia na ponad pięćdziesiąt języków, w tym m.in. oksytański, francuski, baskijski, niemiecki czy korsykański. W 2018 roku redaktorzy katalońskiego czasopisma „Enderrock” doliczyli się ponad dwustu pięćdziesięciu wersji piosenki w różnych językach. W wielu krajach tłumaczenia zyskały tak dużą popularność, że powszechnie uważane są w nich za rodzime piosenki.
W języku francuskim piosenkę – pod tytułem „Catena” – wykonywali m.in. I Chjami Aghjalesi i Jenifer Bartoli. Wersja arabskojęzyczna („Dima, dima”) w wykonaniu Lakadjiny i Jasira Jeradiego była hymnem rewolucji w Tunezji w 2011 roku. Polskie słowa do melodii Llacha napisał w 1978 roku Jacek Kaczmarski („Mury”), a wersję tłumaczoną bezpośrednio z katalońskiego przez Agnieszkę Rurarz, zatytułowaną „Mur”, śpiewał Filip Łobodziński wraz z Zespołem Reprezentacyjnym. Na podstawie tekstu Kaczmarskiego powstały wersje rosyjska („Стены”, trb. Stieny) i białoruska („Разбуры турмы муры”, trb. Razbury turmy mury), śpiewane przez przeciwników rządów Władimira Putina i Alaksandra Łukaszenki. Piosenka była także jednym z hymnów drużyny rugby Union Sportive des Arlequins Perpignanais.